# Industrie- und Gewerbeausstellung Düsseldorf

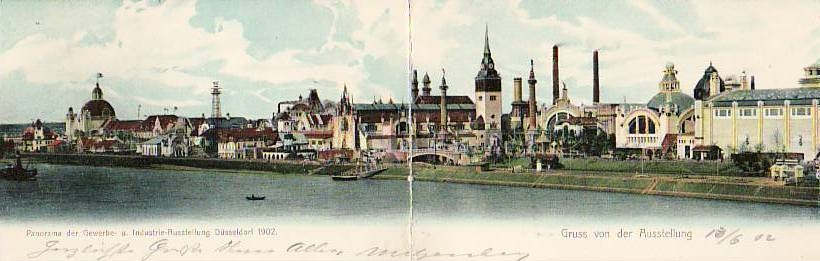
Panorama der Ausstellung, Ansicht von der Oberkasseler Brücke

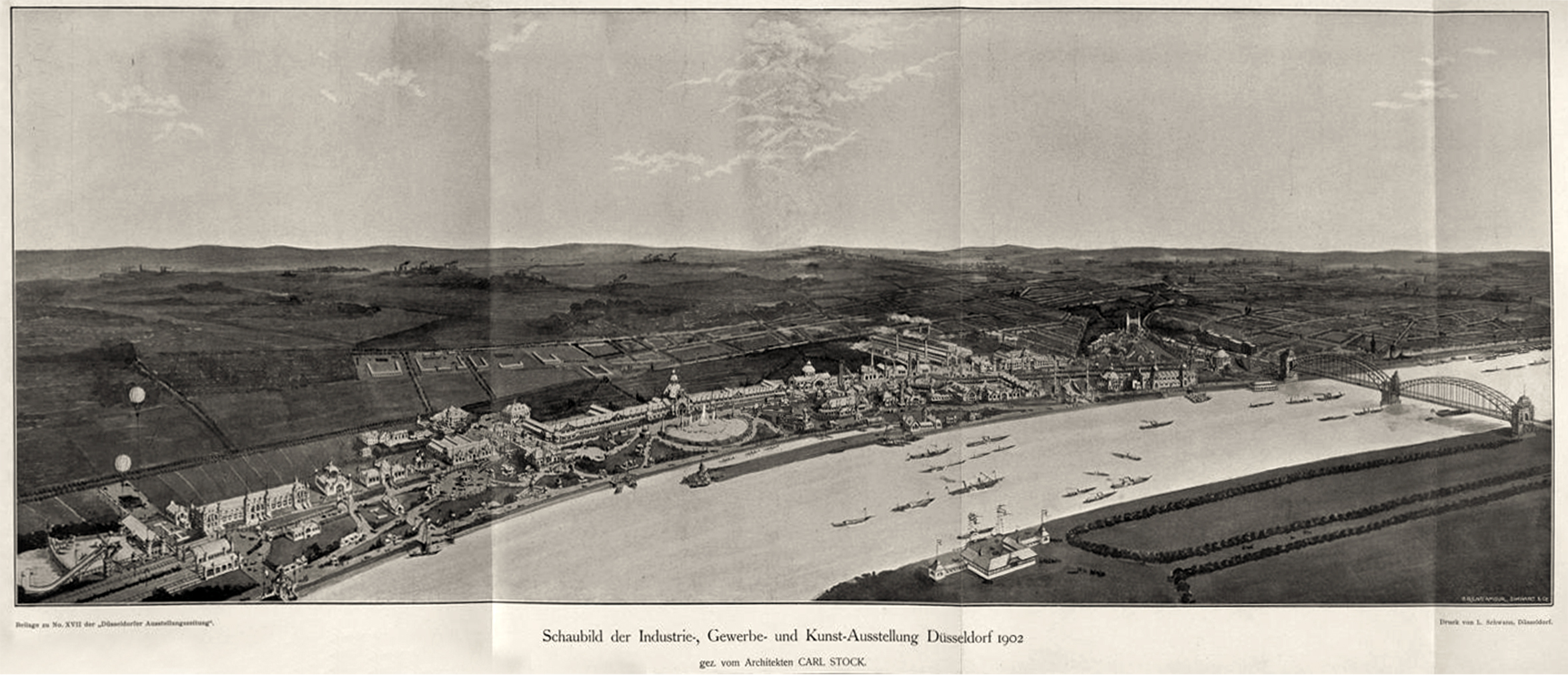
Schaubild der Ausstellung, Vogelperspektive 1901

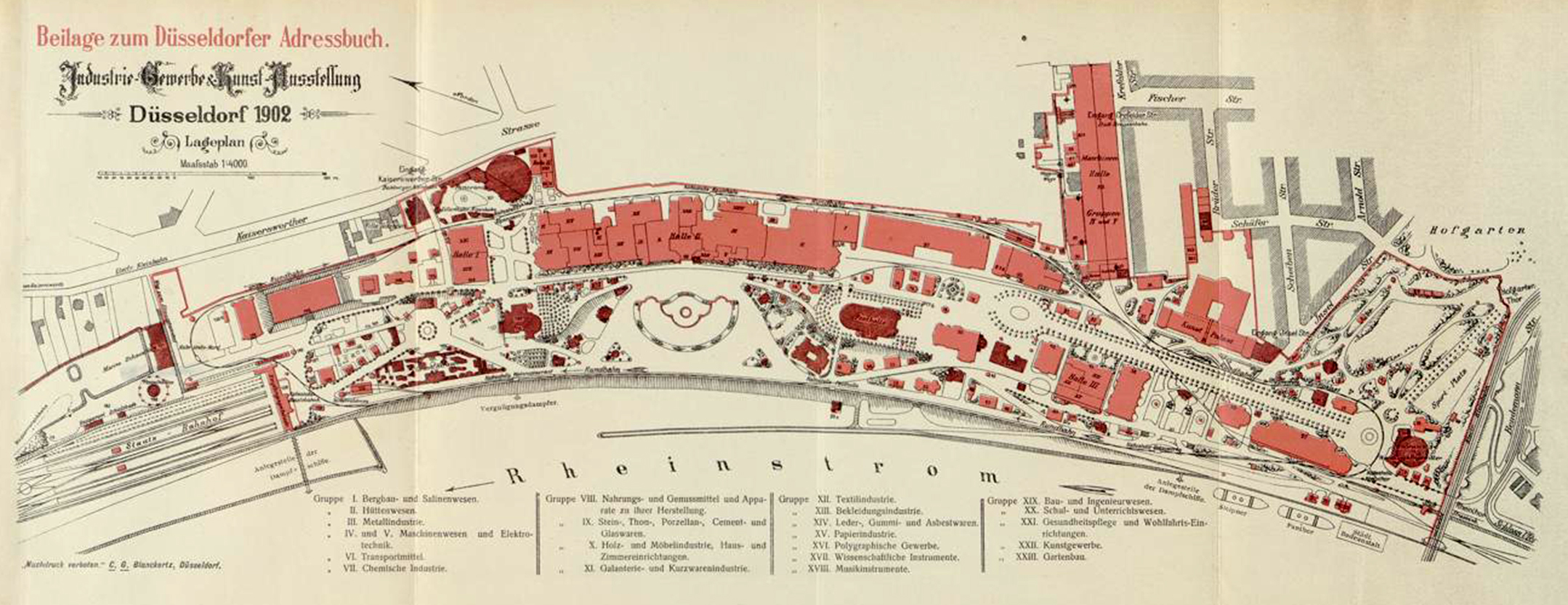
Lageplan, 1902

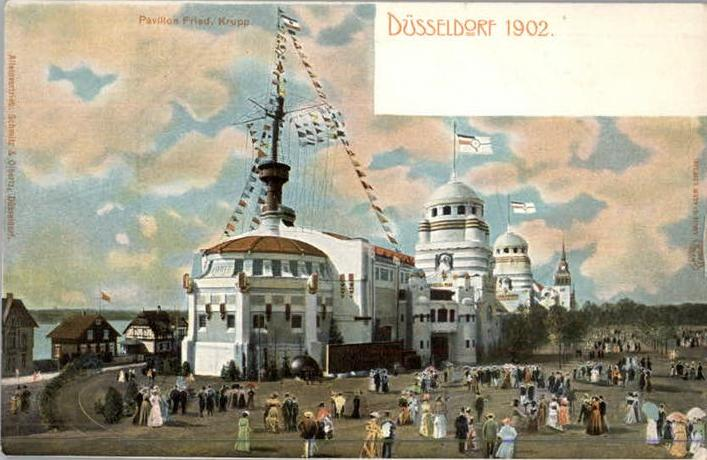
Pavillon Friedrich Krupp mit einem 54 m hohen Schiffgefechtsmast

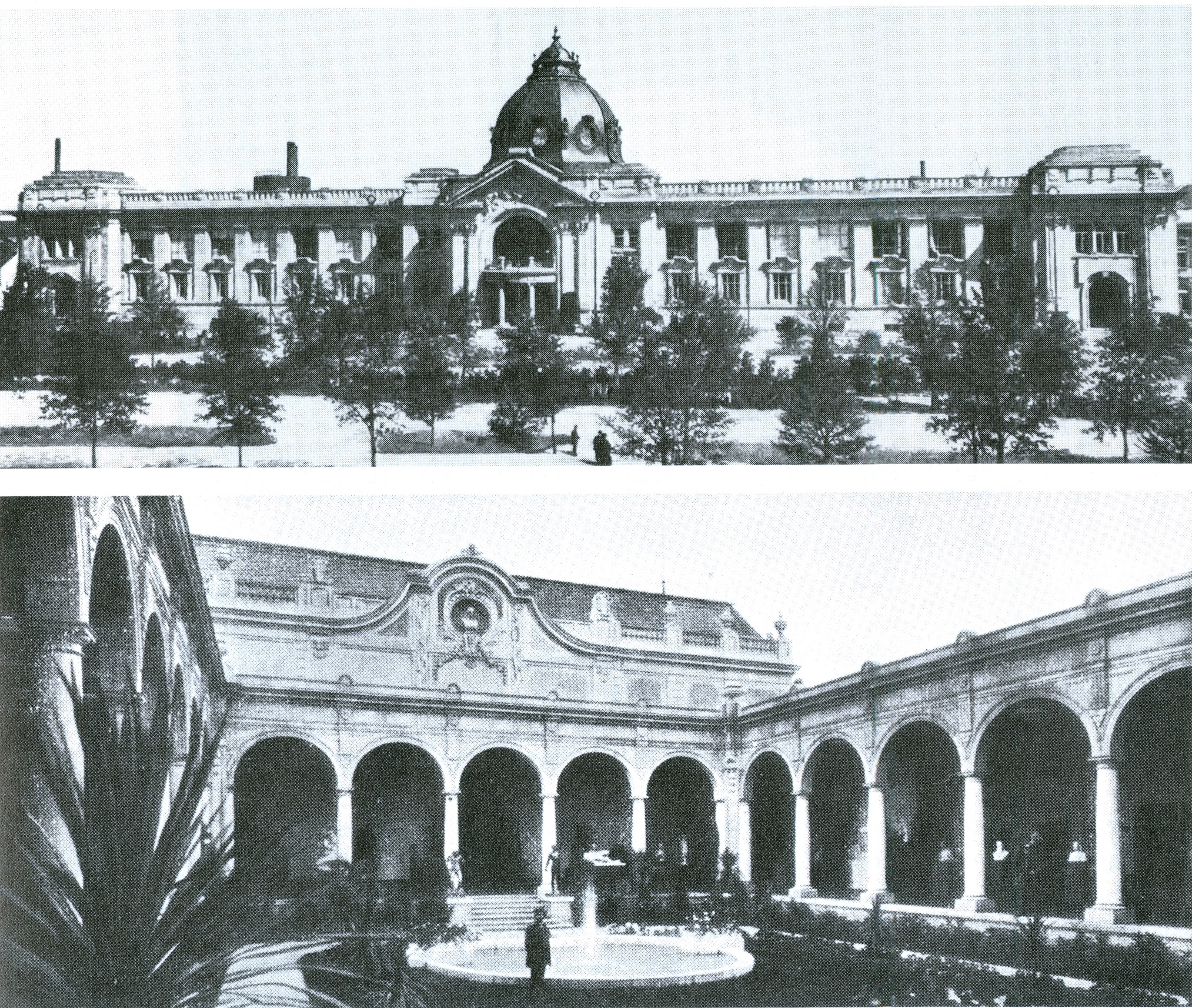
Kunstpalast (Ausstellungspalast), erbaut für die Industrie- und Gewerbeausstellung Düsseldorf 1902

Ansicht der Ausstellungshalle des Bochumer Vereins, heute Jahrhunderthalle Bochum

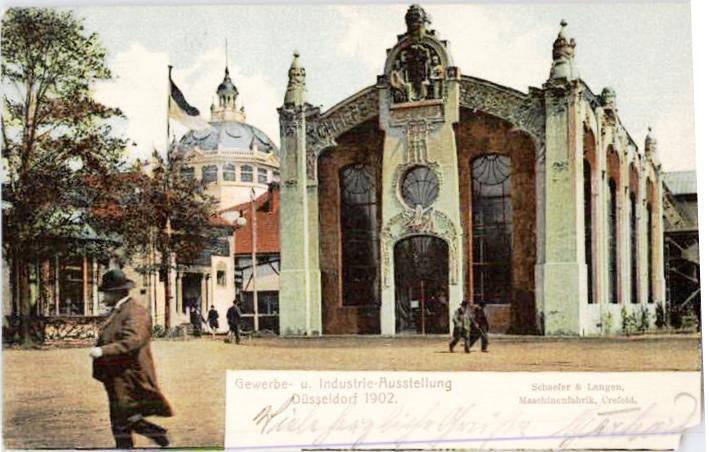
Ausstellungsgebäude der Krefelder Maschinenfabrik Schaef & Langen

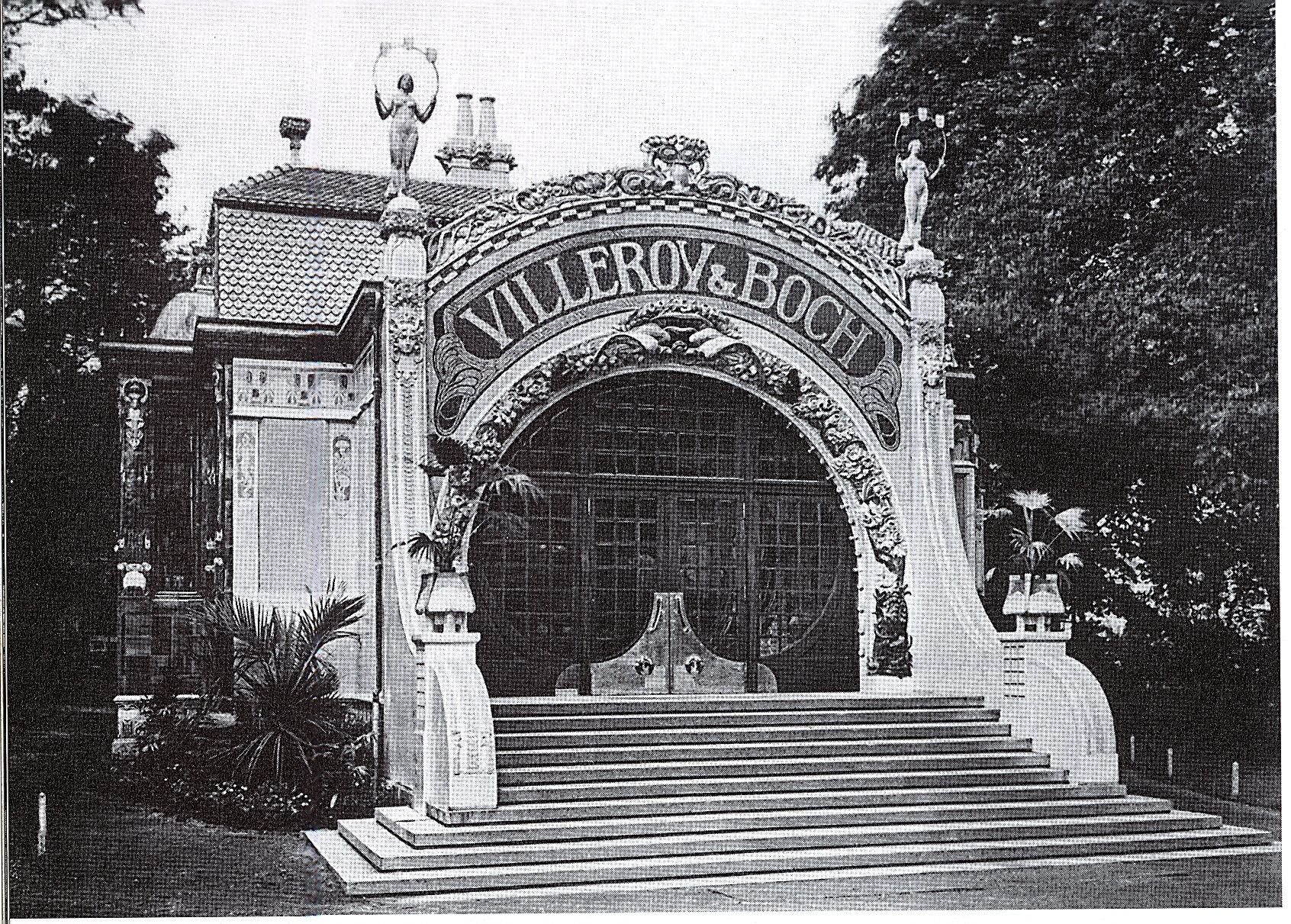
Majolikahäuschen, Ausstellungspavillon der Firma Villeroy & Boch

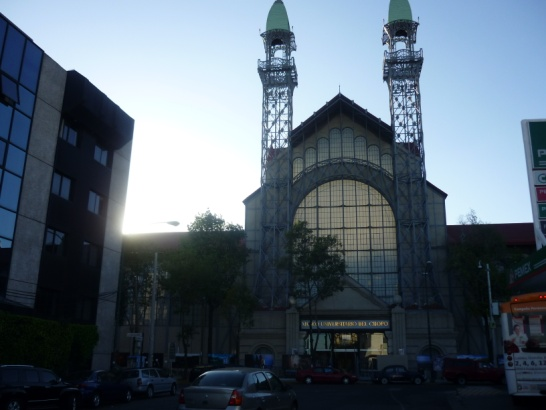
Ehemalige Ausstellungshalle der Gutehoffnungshütte, heute Museo Universitario del Chopo, Mexiko-Stadt

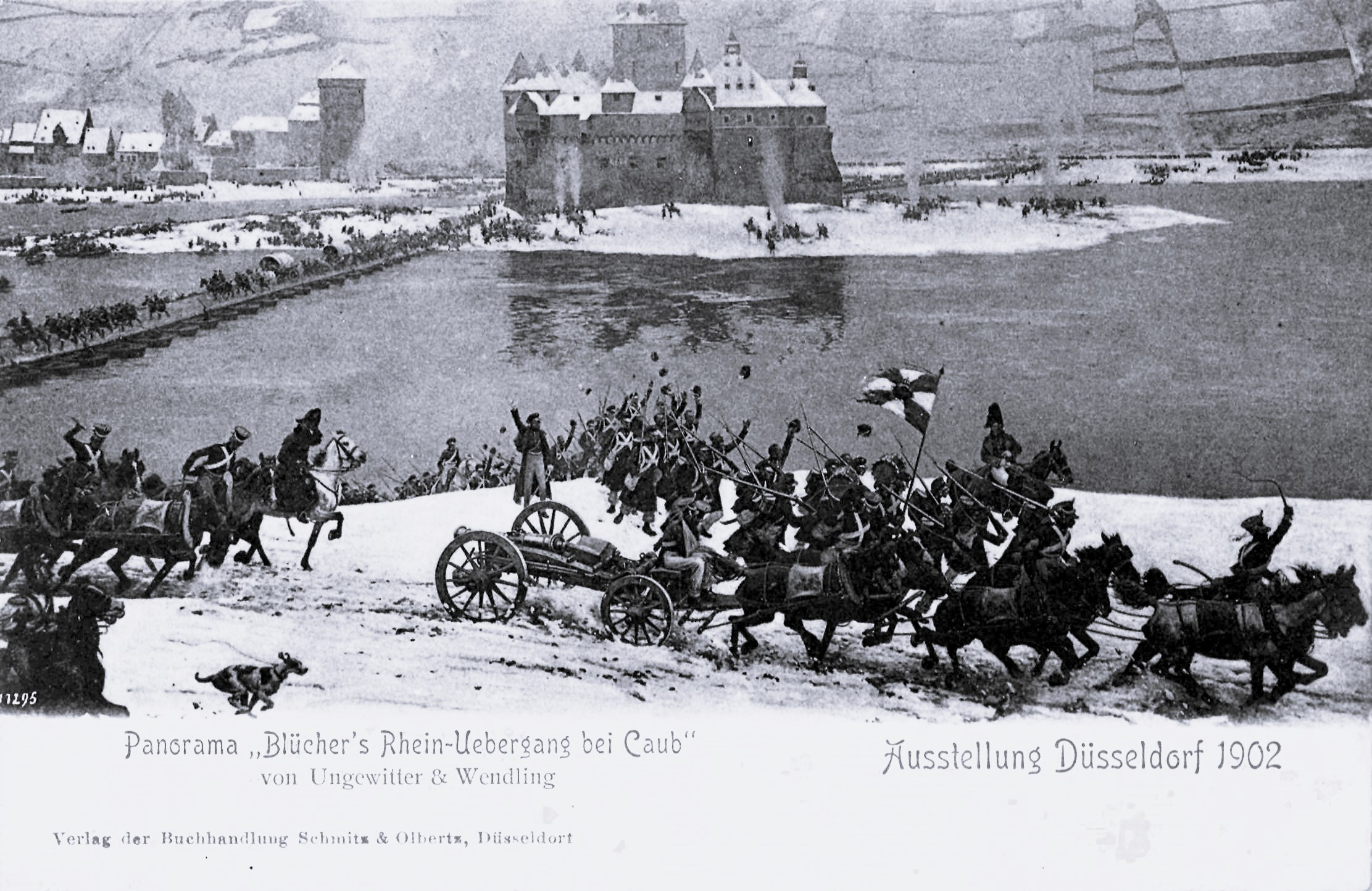
Postkarte mit einem Ausschnitt des 15 × 120 Meter großen Cycloramas Blüchers Rheinübergang bei Kaub am 1. Januar 1814, das ab 1898 von Gustav Wendling, Hugo Ungewitter und Max Clarenbach für die Panorama-Rotunde geschaffen wurde

Die Industrie- und Gewerbeausstellung Düsseldorf (vollständiger Titel: Industrie- und Gewerbeausstellung für Rheinland, Westfalen und benachbarte Bezirke, verbunden mit einer deutsch-nationalen Kunstausstellung Düsseldorf 1902) war eine Ausstellung, die vom 1. Mai bis zum 20. Oktober 1902 in Düsseldorf veranstaltet wurde und rund fünf Millionen internationale Besucher zählte, unter ihnen Kaiser Wilhelm II. (am 15. August 1902), Kronprinz Wilhelm, der als Schirmherr der Ausstellung fungierte und sie eröffnete, der siamesische Kronprinz Vajiravudh, fast alle regierenden deutschen Fürsten, der Reichskanzler Bernhard von Bülow und zahlreiche Minister des In- und Auslandes. Vorbild war die Weltausstellung Paris 1900.

## Planungen
Initiatoren der Ausstellung waren Fritz Roeber, Georg Oeder, Paul Clemen und Heinrich Lueg, die an die Erfolge der Gewerbe-Ausstellung für Rheinland, Westfalen und benachbarte Bezirke von 1880, welche noch im Zoologischen Garten in Düsseldorf-Düsseltal stattgefunden hatte, anknüpfen wollten. Lueg, der Leiter der Ausstellung von 1880 und seit 1882 Vorstandsvorsitzender des Central-Gewerbe-Vereins für Rheinland, Westfalen und benachbarte Bezirke, führte erste Gespräche mit dem Industriellen Friedrich Alfred Krupp, mit dessen Direktoriumsvorsitzenden Hanns Jencke sowie mit dem Düsseldorfer Regierungspräsidenten Georg von Rheinbaben, um deren Unterstützung bei dem Projekt zu sichern. Krupps Zusage, die als besonders wichtig erachtet wurde, stand unter der Bedingung, dass die großen Wirtschaftsvereine an der Ausstellung ebenfalls teilnehmen. Nach entsprechenden Verhandlungen erklärten die Nordwestliche Gruppe des Vereins Deutscher Eisen- und Stahlindustrieller, der Verein Deutscher Eisenhüttenleute und der Verein zur Wahrung der gemeinsamen wirtschaftlichen Interessen in Rheinland und Westfalen am 14. August 1898 ihre Mitwirkungsbereitschaft.
Planerische Unterstützung fand Lueg insbesondere bei dem Düsseldorfer Beigeordneten und späteren Oberbürgermeister Wilhelm Marx, der die Stadtverordneten-Versammlung am 13. Dezember 1898 mit dem Plan der Rheinufervorschiebung befasste. Durch das Projekt wurde auch das geplante Ausstellungsgelände auf der Golzheimer Insel nördlich der Oberkasseler Brücke um einige Meter angehoben und so für Ausstellungszwecke hergerichtet. Nicht nur Fortschritte in Industrie und Gewerbe sollten gezeigt werden, auch Kunstgewerbe sowie historische und zeitgenössische Kunst. Um eine große Halle für Kunstausstellungen, den späteren Kunstpalast, zu finanzieren, riefen Fritz Roeber und der Verein der Düsseldorfer Künstler 1898 einen Verein zur Veranstaltung von Kunstausstellungen ins Leben. Dieses Gebäude sollte über die Industrie- und Gewerbeausstellung hinaus den Düsseldorfer Künstlern einen dauerhaften Rahmen zur Präsentation bieten.
Die architektonische Gesamtleitung der Ausstellung hatten die Düsseldorfer Architekten Josef Kleesattel und Adolf Schill neben weiteren Mitgliedern eines Bauausschusses ab 1901 inne, nachdem der Hamburger Architekt Georg Thielen, der die Pläne des Ausstellungsgeländes für 168 Ausstellungsgebäude entwickelt hatte, überraschend verstorben war. Beide Architekten führten auch die Entwurfs- und Bauarbeiten für die Hauptindustriehalle zu Ende, in deren Gestaltung sich kein Geringerer als Wilhelm II. persönlich eingemischt hatte.

## Ausstellung
Durch die Ausrichtung der Leistungsschau mit rund 2500 Ausstellern präsentierte sich die Stadt Düsseldorf, die um 1900 die Oberkasseler Brücke als feste Rheinbrücke erbaut, ihr Rheinufer vorgeschoben und nach Plänen von Johannes Radke umgestaltet sowie die elektrische Straßenbahn bis an den Eingang der Ausstellung im Bereich der heutigen Fritz-Roeber-Straße herangeführt hatte, als Hauptstadt einer modernen, aufstrebenden Industrieregion. Das Ausstellungsgelände mit 160 verschiedenen Bauten, das Kunst- und Ausstellungshallen, einen Vergnügungspark, gastronomische Einrichtungen, ein Panorama in einer Rotunde an der Stelle der heutigen Tonhalle sowie ein eigenes Elektrizitätswerk enthielt, erstreckte sich auf fast zwei Kilometern Länge und bis zu 350 Metern Breite am Rheinufer der Stadtteile Golzheim und Pempelfort über die gesamte Golzheimer Insel, den heutigen Rheinpark Golzheim. Die Panorama-Rotunde zeigte in ihrem zylindrischen Innenraum das 15 × 120 Meter große Historienbild Blüchers Rheinübergang bei Caub am 1. Januar 1814, gemalt von Hugo Ungewitter und Gustav Wendling sowie seinem Assistenten Max Clarenbach. Von Golzheim aus führte das Ausstellungsgelände über den heutigen Ehrenhof bis in den Hofgarten. Ein Hauptgebäude der Ausstellung war der Kunstpalast nach Entwürfen der Architekten Albrecht Bender und Eugen Rückgauer, ein neobarock-eklektizistischer, kuppelgekrönter Bau mit 14 Sälen, der wegen der darin stattfindenden Kunstausstellungen seit 1912 Ausstellungspalast genannt wurde. In den Jahren 1925 bis 1926 sowie 1999 bis 2000 wurde er von dem heutigen Museum Kunstpalast überbaut. Parallel zur Ausstellung wurden 134 Kongresse und Tagungen abgehalten. Am Ende hatte der Garantiefonds von anfangs drei Millionen Goldmark, der 1898/99 zur Finanzierung der Ausstellung mit zum Teil kleinen Beträgen aus der Düsseldorfer Bürgerschaft eingerichtet worden war, einen Überschuss von rund 1,4 Millionen Goldmark erwirtschaftet.
Insbesondere die Montanindustrie des Ruhrgebietes – z. B. die Unternehmen Krupp, Hörder Bergwerks- und Hütten-Verein und Bochumer Verein – sagten bereits frühzeitig ihre Teilnahme zu und bauten für diese Leistungsschau große Hallen. Eine dieser Ausstellungshallen, entworfen von Bruno Möhring und gebaut von der Gutehoffnungshütte in Oberhausen, wurde nach der Ausstellung abgebaut und in Mexiko-Stadt wiederverwendet, wo sie noch heute als Museo Universitario del Chopo Ausstellungszwecken dient. Eine weitere Halle Bruno Möhrings wurde in Köln wiedererrichtet. Eine andere Halle wurde nach Bochum transloziert, wo sie heute unter dem Namen Jahrhunderthalle für Messen und Musikveranstaltungen genutzt wird. Der Köttgen-Pavillon steht heute in Bergisch Gladbach. Die großenteils temporären Ausstellungsarchitekturen verknüpften neue industrielle und kunsthandwerkliche Fertigungsmethoden mit den Formen des Jugendstils, teilweise auch mit den Formen des Neobarock oder eklektizistischer Stilmischungen. Ein herausragendes Beispiel für die Architektur des Jugendstils war das im Hofgarten errichtete Majolikahäuschen des Unternehmens Villeroy & Boch.
Ausdruck des Interesses für den Orient und des Orientalismus war die „Kairo-Straße“. Während der Ausstellung bezogen über hundert Araber dort ein „Arabisches Dorf“. Außerdem gab es ein „Nubisches Dorf“, das von ungefähr 30 Bewohnern bevölkert wurde. Die zeitgenössische Rheinromantik drückte sich durch einen Nachbau der „Ruine der Burg Rüdesheim“ aus. Ferner gab es Nachbildungen von Motiven aus dem Sulden- und Zillertal.

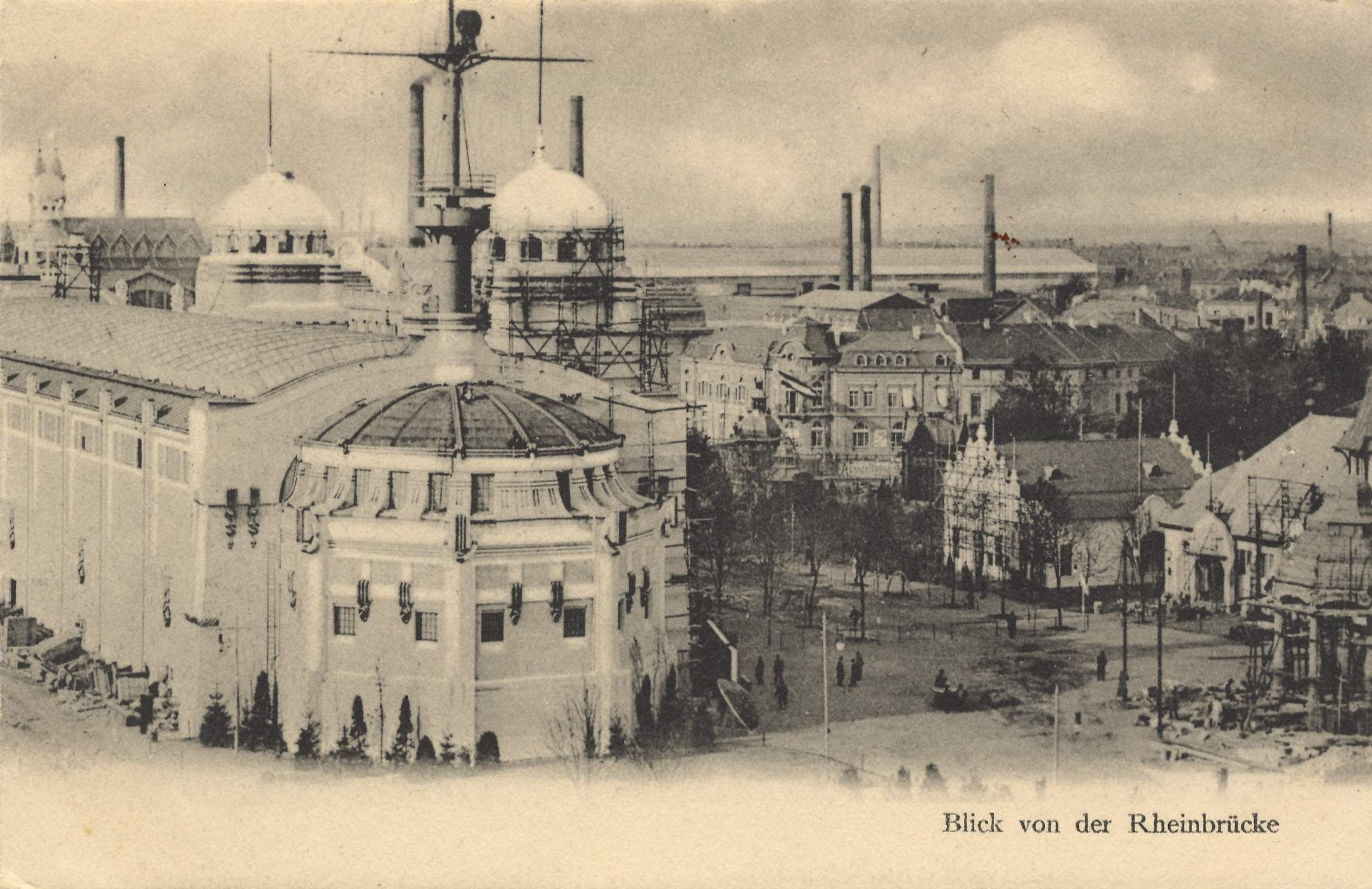
Blick von der Rheinbrücke
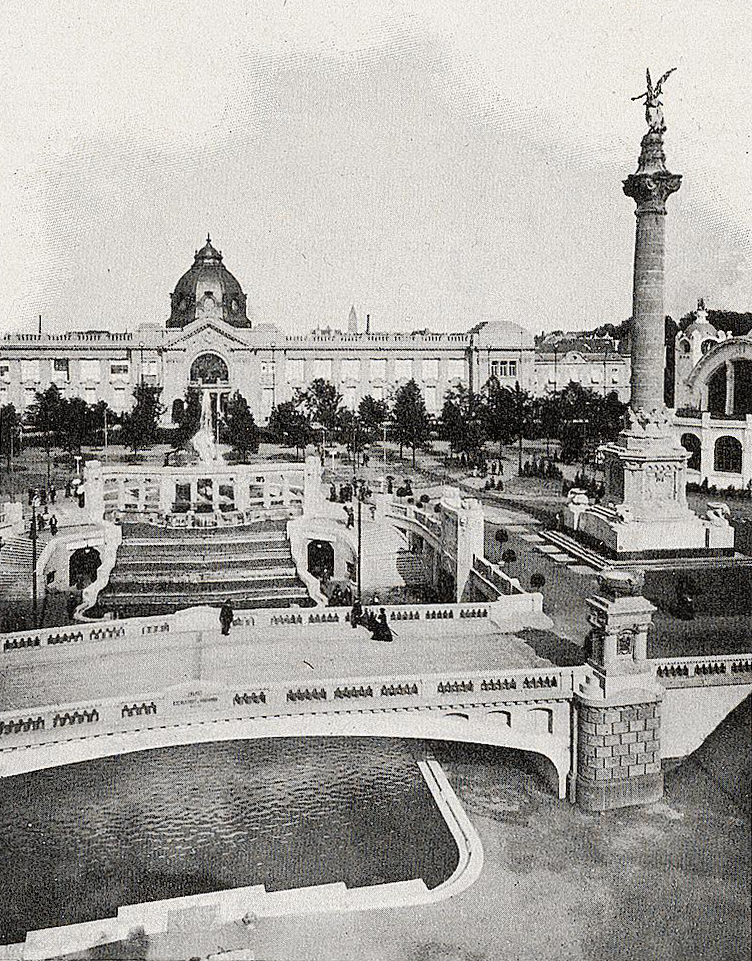
Die Betonanlage vor dem Kunstpalast vom Rhein aus gesehen
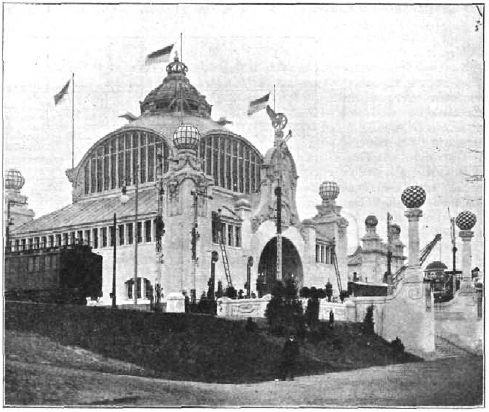
Ausstellungsgebäude der Staatsbahn, Entwurf: Ministerium für öffentliche Arbeiten; Bauleitung: Friedrich Mettegang
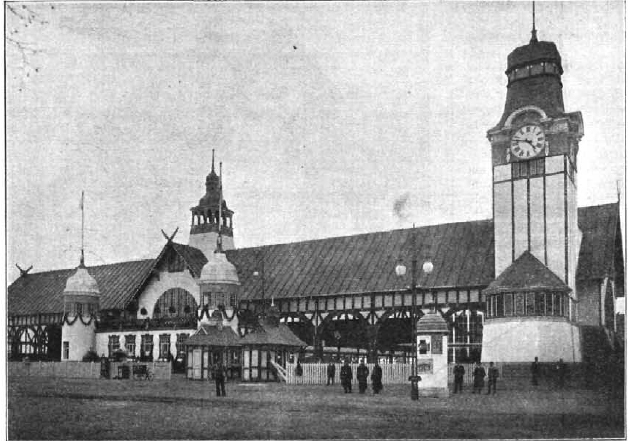
Empfangsgebäude der Staatsbahn, Entwurf: Fritz Klingholz, Adam Stampfer und Friedrich Mettegang
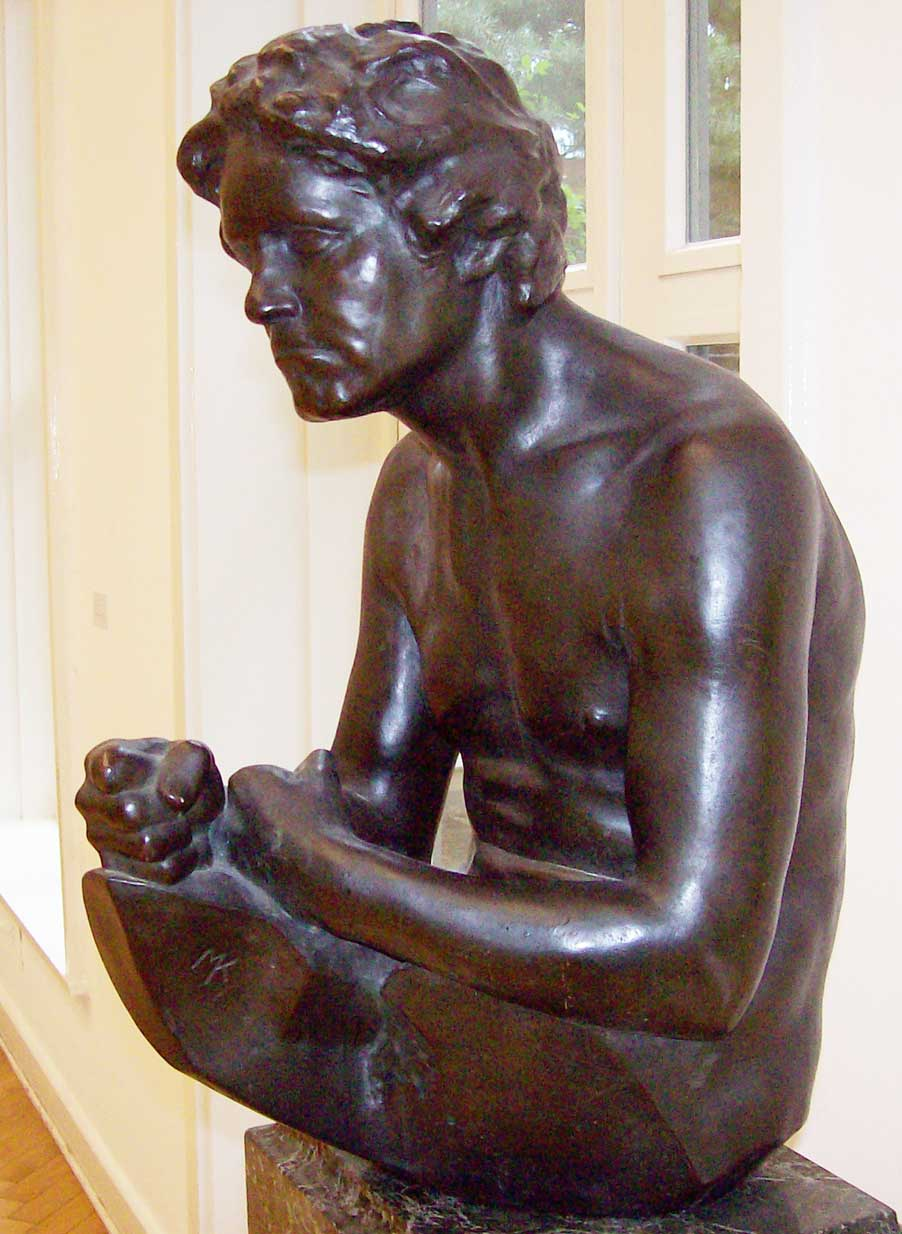
Beethoven, Skulptur von Max Klinger, ausgestellt in der Apsis des Hauptsaals des Kunstpalastes
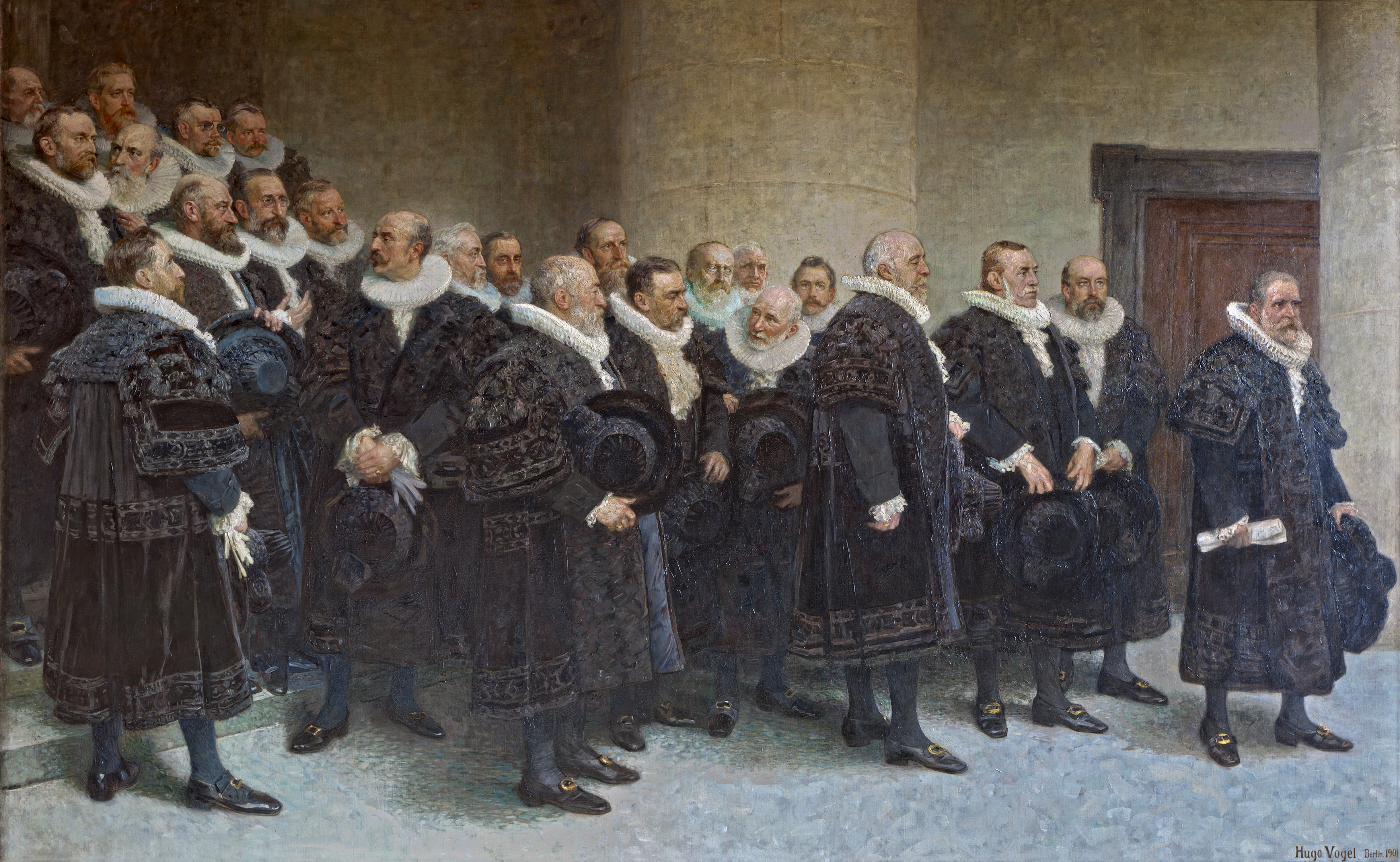
Der Senat der Freien und Hansestadt Hamburg (bei seinem Einzug am 26. Oktober 1897), Gemälde von Hugo Vogel
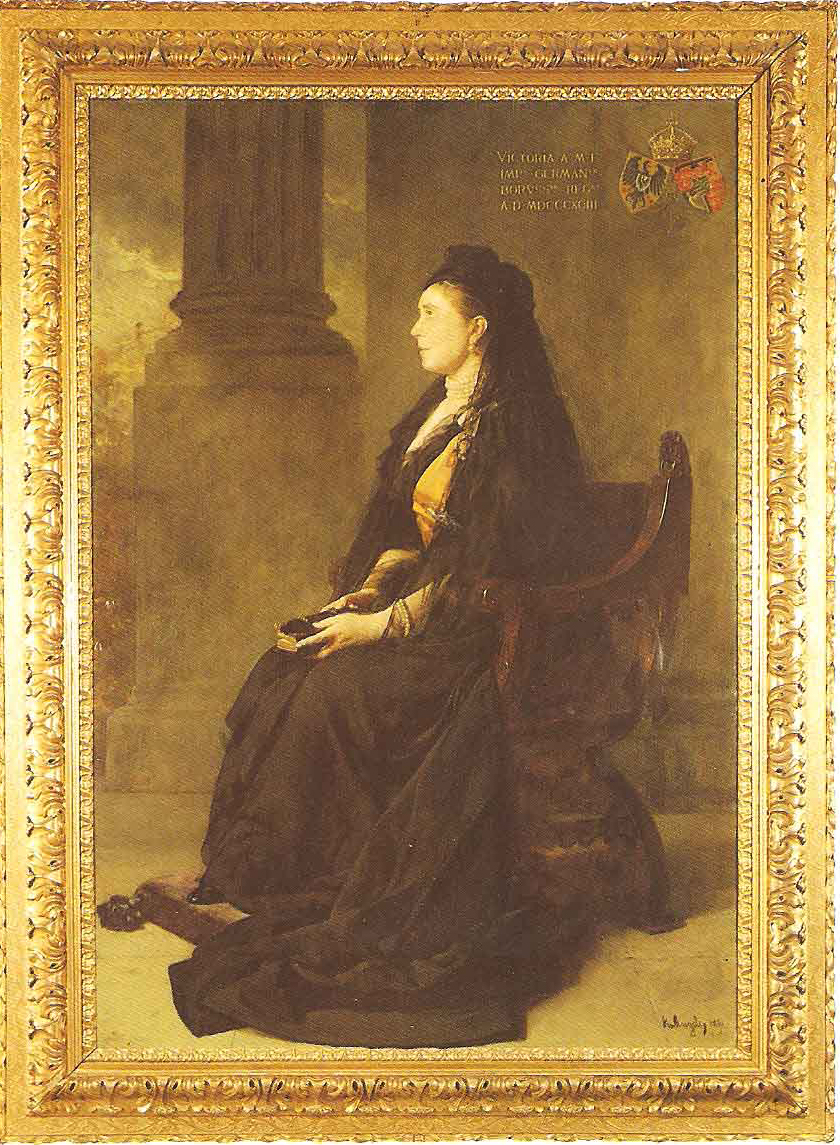
Kaiserin Friedrich, Gemälde von Heinrich von Angeli